# کلود پیگمال
کلود پیگمال (فرانسوی: Claude Piquemal‎؛ زادهٔ ۱۳ مارس ۱۹۳۹) دونده اهل فرانسه بود.